# Rachmawati Soekarnoputri
Diah Pramana Rachmawati Soekarnoputri  est une avocate et femme politique indonésienne, fondatrice et présidente de la Fondation pour l'éducation Bung Karno, née le 27 septembre 1950 et morte le 3 juillet 2021. Sa dernière implication active dans la politique remonte à son adhésion au Parti du mouvement de la grande Indonésie (Parti Gerindra). Elle est connue comme l'une des fondatrice Parti des pionniers en 2002. Rachmawati est le troisième enfant du premier président de la République d'Indonésie, Soekarno, née de son mariage avec Fatmawati.
Après la chute de Soeharto, Rachmawati entre en politique à la mi-2001, lorsqu'elle crée le Forum national, précurseur du Parti de l'unité nationale indonésienne. Lors de l'élection présidentielle de 2004, elle est choisie comme candidate du parti, bien qu'elle n'en soit pas la fondatrice. Le 8 avril 2015, elle intègre la direction de Gerindra en tant que vice-présidente chargée de l'idéologie. Le 7 septembre 2020, elle est confirmée par le président de Gerindra, Prabowo Subianto, au poste de vice-présidente du conseil d'administration.

## Naissance et éducation
Rachmawati nait le 27 Septembre 1950 à Jakarta, dans la toute jeune République d'Indonésie, indépendante des Pays-Bas depuis dix mois. Ses parents sont Soekarno, premier président du pays, et Fatmawati. Ils sont mariés depuis 1943 et ont déjà un fils, Guntur, et une fille, Megawati — qui sera à son tour présidente de l'Indonésie de 2001 à 2004. Après Rachmawati ils auront encore un fils et une fille.

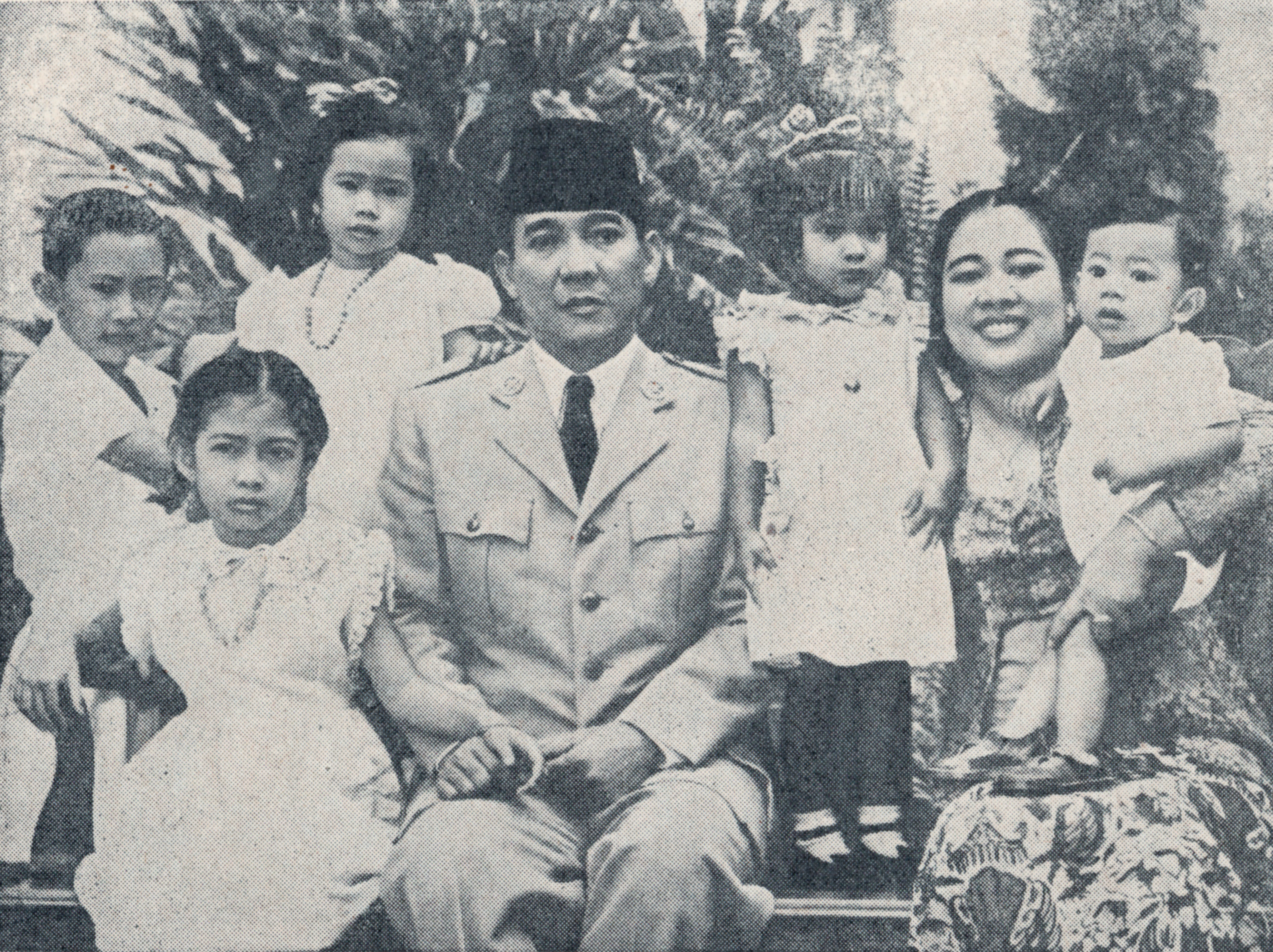
Soekarno et sa famille en 1952. De gauche à droite : Guntur, Megawati, Rachmawati, Soekarno, Sukmawati, Fatmawati et Guruh.

Alors qu'elle a environ trois ou quatre ans, sa mère quitte Soekarno pour protester contre son projet de prendre plusieurs épouses. Rachmawati est élevée en grande partie par une nourrice originaire de Surakarta.
Rachmawati commence sa scolarité à l'école élémentaire du quartier de Cikini, à Jakarta, puis poursuit ses études secondaires au collège du même quartier et au lycée Santa Ursula. En 1969, elle mène des études supérieures à la faculté de droit de l'université d'Indonésie. En raison de pressions politiques durant l'ère de l'Ordre Nouveau, elle ne peut terminer ses études. En 2002, Rachmawati reprend des études de premier cycle à la Faculté de droit de l'Université Bung Karno et obtient une licence en droit. En 2017, elle continue en second cycle, et obtient une maîtrise en droit sur le même campus en 2020.

### Diplômes
- Licence en droit de l'Université Bung Karno (2004) ;
- Docteur honoris causa en sciences politiques du gouvernement nord-coréen (2016)[6] ;
- Master en droit de l'Université Bung Karno (2020)

## Carrière
En 1981, Rachmawati crée la Fondation Sukarno pour l'éducation, puis en 1983 dans son prolongement l'Université Bung Karno — Bung Karno étant un surnom de son père signifiant frère ou camarade Karno.
Après la chute de Suharto, Rachmawati entre en politique, et soutient Abdurrahman Wahid contre sa sœur Megawati lors de la destitution de Wahid.
En 2002, elle fonde le Parti des pionniers, qui se présente aux élections législatives indonésiennes de 2004, n'obtenant que 1 % des voix et trois sièges au Conseil représentatif du peuple. Il ne remporte aucun siège lors des élections législatives indonésiennes de 2009, avec seulement 0,3 % des voix. Pendant cette période, Rachmawati siège au Conseil consultatif présidentiel entre 2007 et 2009.
En 2012, elle rejoint le parti national démocrate (Nasdem) et dirige son conseil consultatif entre 2013 et 2014, date à laquelle elle est écartée en raison de son soutien à Prabowo Subianto lors de l'élection présidentielle indonésienne de 2014.
Après avoir quitté le Nasdem, elle rejoint le Parti du mouvement de la grande Indonésie (Gerindra), dont elle est devient la vice-présidente. Rachmawati est alors une critique notoire et agressive du gouvernement de Joko Widodo. Elle est arrêtée le 2 décembre 2016 pour trahison présumée, accusée d'avoir « l'intention d'inciter les gens à renverser le gouvernement légitime » lors des Manifestations islamistes du 4 novembre 2016 (id) à Jakarta. Elle est libérée un jour plus tard.

## Famille
Rachmawati s'est mariée trois fois. Tout d'abord en 1969, avec Martomo Pariatman Marzuki, également connu comme Tommy Marzuki. À l'époque, son père Soekarno était un prisonnier politique sous le gouvernement de l'Ordre Nouveau,,. Cependant, leur relation conjugale n’a pas duré longtemps. Cependant, ce mariage ne dure pas longtemps ; le 8 octobre 1973, ils divorcent devant le tribunal du district central de Jakarta. Rachmawati se remarie en 1975 avec un acteur de cinéma, Dicky Suprapto. Ils ont ensemble deux fils, Muhammad Marhaendra Suprapto et Muhammad Mahardhika Suprapto. Divorcée de Dicky, elle se remarie en 1995 avec Benny Sumarno, déjà père de l'acteur Anjasmara. Benny décède le 2 avril 2018 et est enterré au cimetière public de Karet Bivak.

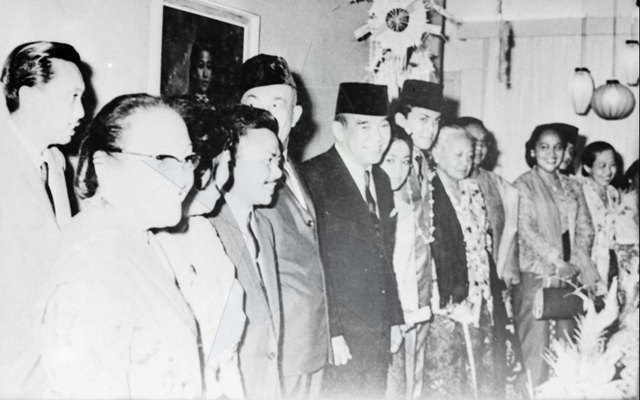
Cérémonie de mariage de Rachmawati avec Tommy Marzuki en 1970.
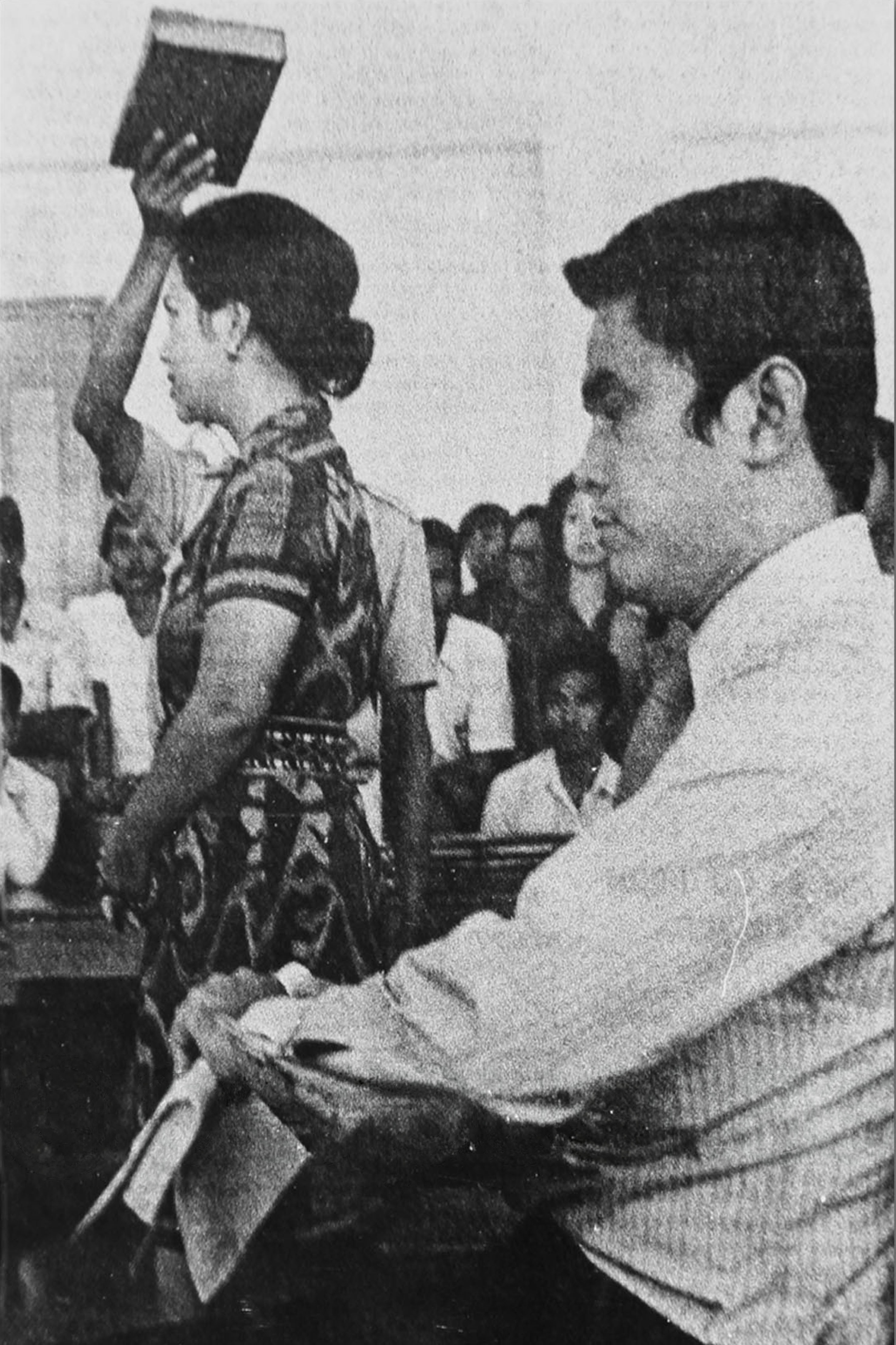
Divorce entre Rachmawati Soekarnoputri et Tommy Marzuki le 8 octobre 1973.

## Mort

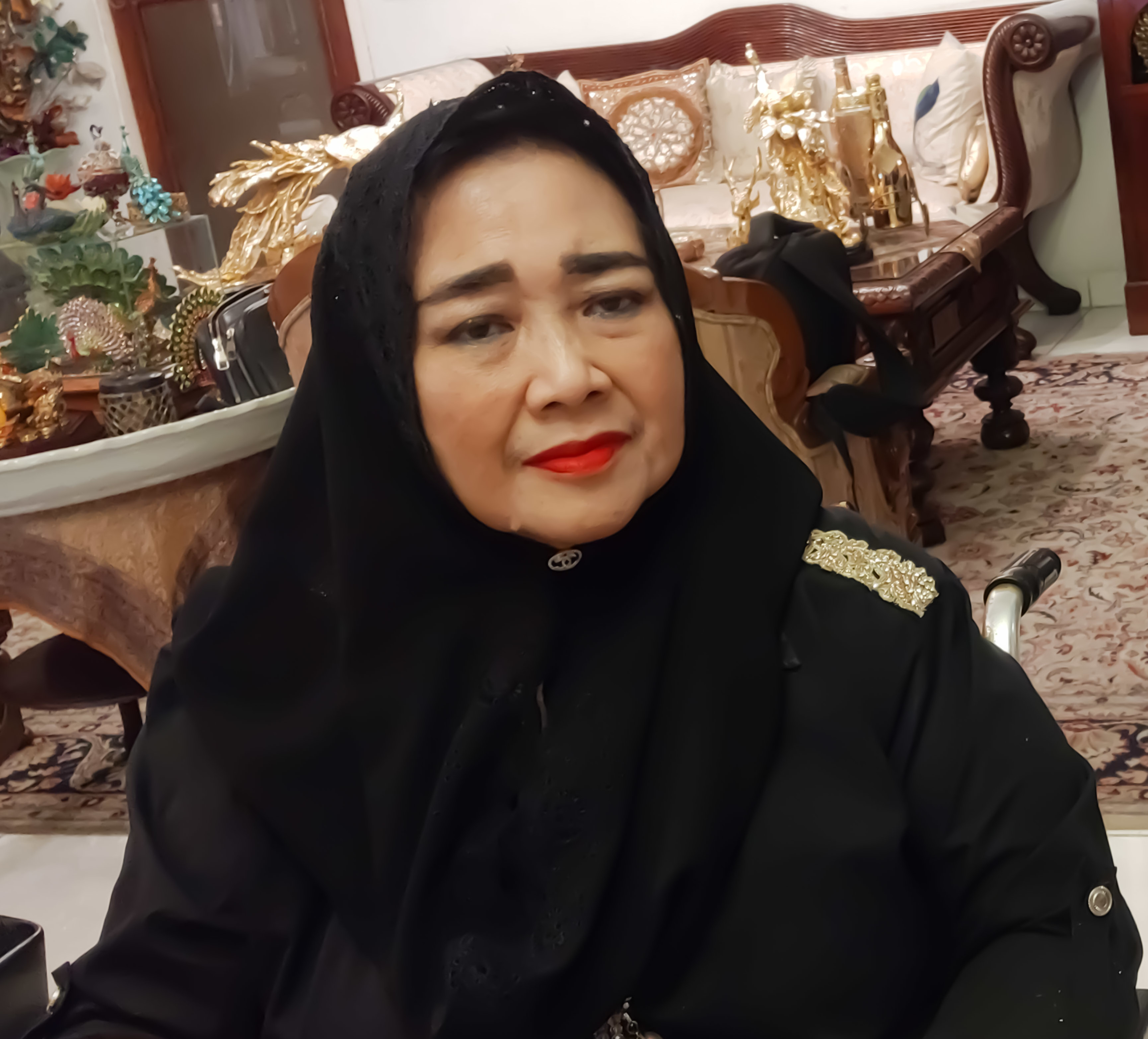
Rachmawati en 2020

Un mois avant sa mort, le 17 juin 2021, Rachmawati se rend sur la tombe de Soekarno à Blitar, dans l'est de Java. Ce pèlerinage se déroule dans le cadre d'une cérémonie militaire et est différent des précédents.
Le 3 juillet 2021 à 06h15, elle est déclarée morte à l'hôpital militaire central de Gatot Soebroto, dans le centre de Jakarta, en raison du COVID-19 dont elle souffrait depuis le 26 juin 2021. Elle est enterrée à côté de la tombe de sa mère, Fatmawati, au cimetière public de Karet Bivak.